# استفان بینلیچ
استفان بینلیچ (انگلیسی: Stefan Beinlich؛ زادهٔ ۱۳ ژانویهٔ ۱۹۷۲) بازیکن فوتبال اهل آلمان است.
از باشگاه‌هایی که در آن بازی کرده‌است می‌توان به باشگاه فوتبال هامبورگ، باشگاه فوتبال استون ویلا، باشگاه فوتبال هانزا روستوک، باشگاه فوتبال بایر ۰۴ لورکوزن، و باشگاه فوتبال هرتابرلین اشاره کرد.
وی همچنین در تیم ملی فوتبال آلمان بازی کرده‌است.